# Tastaturlayout
Et tastaturlayout er måden hvorpå symboler fordeles på et tastatur. Det mest populære tastaturlayout kaldes QWERTY selvom mange variationer findes. Nogle af variationerne skyldes manglen af sprogspecifikke bogstaver og andre skyldes et forsøg på at lave tastaturer der er hurtigere at taste med. Et af de mest kendte alternativer til QWERTY er Dvorak-tastaturet.